# 蓋爾斯費里 (康乃狄克州)
蓋爾斯費里（英語：Gales Ferry）是位於美國康乃狄克州新倫敦縣的一個人口普查指定地區。

## 地理
蓋爾斯費里的座標為41°25′48″N 72°05′34″W / 41.43000°N 72.09278°W，而該地最高點為海拔高度13米（即43英尺）。

## 人口
根據2010年美國人口普查的數據，蓋爾斯費里的面積為3.16平方千米，當中陸地面積為2.28平方千米，而水域面積為0.88平方千米。當地共有人口1162人，而人口密度為每平方千米367人。